# Геліометр

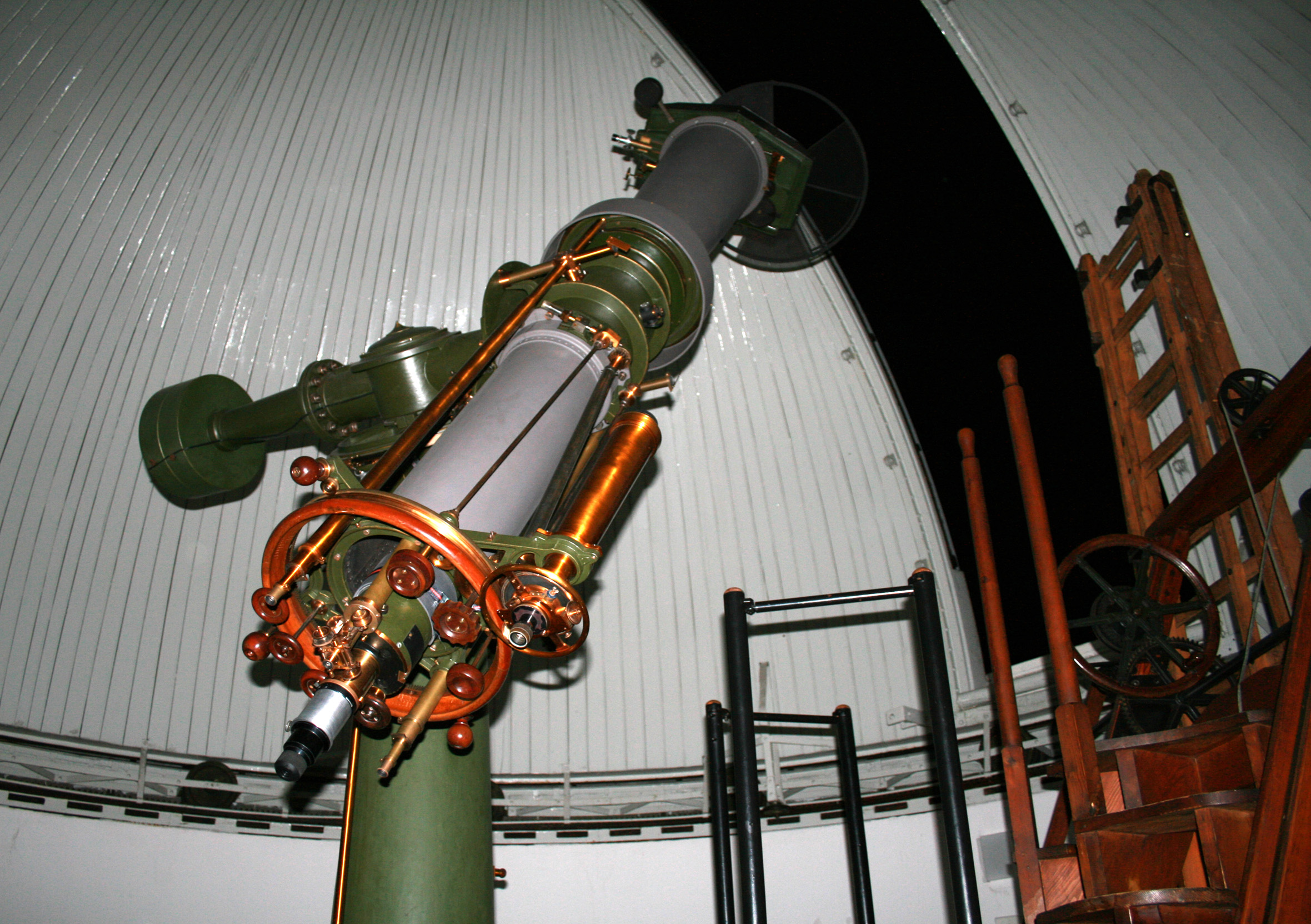
Геліометр в обсерваторії Куфнер (Відень).

Геліометр (грец. Ἥλιος — Сонце і μετρο — вимірювання) — астрономічний прилад для вимірів малих кутів (до одного градуса —1°), за визначенням — для вимірювання Сонця. Втім, галузь застосування приладу було значно розширено.
По суті, це рефрактор, об'єктив якого розрізано вздовж діаметра, завдяки чому два сегменти можуть зміщуватися один відносно іншого. Для точності зміщення її надалі почали регулювати мікрометричним гвинтом. Відповідно, дві частини зображення в фокальній площині об'єктиву теж зсуваються, що дозволяє виміряти кутову відстань між частинами зображення. Можна також регулювати кут розрізу. Точність вимірювання може досягати десятих часток кутової секунди (0,1").

## Історія створення
Ідею такого апарату висловив 1675 року данський астроном Оле Ремер.
1754 року геліометр було суттєво вдосконалено англійським оптиком Джоном Доллондом із сім'ї гугенотських біженців.

Прилад початково створювався для вимірювання діаметра Сонця. Пізніше його почали застосовувати для визначення діаметра Місяця, планет, координат супутників планет тощо. У подальшому галузь застосування розширилася до вимірювання подвійних зір та визначення паралаксів зір. 1838 року, скориставшись ним, Фрідріх-Вільгельм Бессель уперше зміг обчислити відстань до об'єкта поза сонячною системою — зорі 61 Лебедя.